# 椎木くるみ
椎木 くるみ（しいき くるみ、1996年12月1日 - ）は、日本のAV女優。オールプロモーション所属。

## 略歴・人物
2017年に「七海光（ななみ ひかり）」としてAVデビュー。所属事務所は名東。
その後「星宮あかり（ほしみや あかり）」に改名（バンビプロモーション所属）。
2018年11月に「椎木くるみ」に改名（オールプロモーション所属）するが一時休業し、2019年3月より活動再開。
2020年6月、ミスiD2020にエントリー。FANZAニュースでは舞台女優時代にも応募経験があると報道された。

## 出演作品

### アダルトDVD
2017年
- ヤリマンドキュメント File.11 ひかり(20) ゴルフのインストラクター（10月20日、プレステージ）※「ひかり」名義
- 【モニタリング】 絶倫童貞×黒パンストCA 「…何回でもナカに出してもいいよ♥」 一度中出しを許してしまったCAは絶倫チ◯コを目の前に一体どうなってしまうのか?? 大手航空会社勤務の客室乗務員が童貞男子と密室で二人っきり!! 優しく筆下ろしをエスコートするはずが、フライト帰りの蒸れた黒パンストに包まれたCAオマ◯コに暴発の連続!?何度発射しても萎えない絶倫童貞チ◯ポを目の前に、思わず発情してしまったCAはド淫乱に豹変し、スパイダー騎乗位で何度も連続中出しを強要! 合計12発!（11月17日、DOC）
- 100%完全ガチ交渉! 噂の素人激カワ 看板娘×PRESTIGE PREMIUM 08（11月24日、プレステージ）※「田中奈々美」名義
- SEXの逸材。 VOL.06 ドスケベ素人の衝撃的試し撮り せいへきをこじらせてプレステージに自らやって来た本物素人さん達の顛末。（12月1日、プレステージ）

2018年
- 静岡産直 ガチナンパ! ヌル×2ま○こでクチュ×2愛液素股! 敏感お嬢さんにイってるのに止めない超絶ピストンでほぼ気絶レベル 全員SEX!（1月15日、ナンパーズ）
- ローション、墨汁、どろんこまみれ! ウェット&メッシー(WAM) AV女優○×クイズ（2月8日、ROCKET）
- 素人レズナンパ 119 女監督ハルナと碧しのちゃんが女子たちの生乳首をず〜っとイジリ倒し!（2月15日、ナンパーズ）
- 近所の悪がきの乳首を弄り倒してストレスを発散させる若妻。（2月22日、F&A）
- パジャマパーティーに来た妹の友達が無邪気に見せるウブ尻についつい理性を失ってフル勃起してしまったボクは、こっそりバレないように彼女たちをオンナにしていった…（3月2日、h.m.p）
- スーパーヒロイン WG（3月9日、GIGA）
- 我が家に泊まりに来る姉の友人は丑三つ時に乳首を弄ってと受験生の僕に迫ってくる（3月21日、F&A）
- 天然Gカップ巨乳妻をナンパ性交 まひろ（4月25日、ビッグモーカル）
- 医者も看護師も患者もオンナだらけの病院でオトコに飢えた彼女たちのロックオン尻誘惑に我慢できずフル勃起したボク、チ○ポを金玉カラカラになるまでハメられまくって再入院!（5月4日、h.m.p）
- 女性専用シェアハウスは男子禁制だから、住人全員無警戒で乳首透けまくり! 義理の妹が住むシェアハウスに泊めてもらったら、他の入居者に見つかってピンチ!なんだかボクに興味津々の女性たち。女性だらけでしかも無警戒ノーブラ状態だから乳首が透けまくってボクは我慢できず勃起…。なんとか勃起を抑えようとするも右を見ても左を見ても透け乳首で、勃起が治まるどころかギンギンに!すぐに見つかりみんなの前で脱がされて、外では発散できないエロ本性丸出しの性欲解消おチ○ポペットとして、呼びだされてはセックスを求められまくり!当然、ボクも乳首をネチネチこねくり回してやりました!（5月19日、Hunter）
- 友達のお姉さんとお母さんのパンチラ&パイチラ誘惑で爆発寸前の僕のチ〇コは何度も寸止めさせられ気が狂いそう!「我慢すればもっとキモチよくなるよ」って僕の勃起しっぱなしのチ〇ポを楽しんでるヤリマン家族に殺されちゃうよ!（5月24日、SWITCH）
- 関東近県 某市営第1体育館に侵入 地元お姉さんたちのトイレの聖水盗撮 2（6月13日、カルマ）
- 「お兄ちゃん私の子供みたいな胸触ってどうするの??」 超可愛くて最近、胸がふくらみ始めた女子○生の妹はボクの超どストライク!! 性格もいいし優しいしとにかく可愛い!!周りの友達からも「お前の妹可愛いな」と言われるくらいの自慢の妹です!!年を重ねるたびにどんどんボクのタイプになり最近では胸もふくらみ始めてもう我慢の限界!!しかも家では常に無防備だからパンチラどころか胸チラも!更には乳首チラまで!!そんなの見た日にはもう無理です!!我慢できなくなったボクはせめてバレないように胸&乳首を触りたいと思い寝てる妹の乳首を触っていたら本当に寝ているのか乳首が弱いのか妹は過敏に反応!!その反応に我慢できなくなり徐々に激しく触っていたら「お兄ちゃん私の子供みたいな胸触ってDOCおうするの?」と言ってきた!!ドキッ!ヤバイ!!と思ったけどよく見たら妹の目はトロ〜ンとしていて実は感じまくっていた!!妹もかなり発情していて勃起チ○ポに貪りついてきてボクが勃起しなくなるまで何度も求めてきました!!（6月19日、Hunter）
- ヤレる神アプリで口説き成功!! 即ハメに持ち込んで中出しSEX!!（6月22日、S級素人）
- メコスジびちょ濡れブルマ（7月6日、サルトル映像出版）
- マジックミラー号ハードボイルド 1秒に19回の激ピスマシンバイブで人生初のポルチオイキを体験して潮を吹きまくった彼女さんはデート中の彼氏を裏切ってデカマラを自分から挿入してしまうのか!? 2（7月12日、サディスティックヴィレッジ）* 悪徳エロ医師盗撮 37 ●●産婦人科セクハラ診察（7月13日、カルマ）
- VRに夢中になっている制服美少女たちの胸チラパンチラ盗撮動画（7月13日、カルマ）
- 某温泉ホテル宿泊客を睡眠薬で眠らせ撮った 人妻たちの寝取られイタズラ映像 40人5時間30分収録（7月13日、カルマ）
- あ〜やらしい! 63 精飲させたくなるドスケベ天然痴女（7月20日、S.P.C）
- 朝までハシゴ酒× PRESTIGE PREMIUM 04（7月27日、プレステージ）
- 性交 幼げな服を着る大人の彼女の胸で僕らはやさしく発狂する（8月1日、FAプロ）
- 恥ずかしがる女の子たちのおへその穴 2（8月3日、RAMPO）
- 団地妻INレズバトル（8月9日、サディスティックヴィレッジ）
- 関東圏有名海水浴場 海の家更衣室水着着替えコインシャワー盗撮動画（8月13日、カルマ）
- 会社訪問にやってきたリクスー就活女子を昏睡レイプしたデカチン人事担当者の記録動画（8月13日、カルマ）
- 女子大生オンリー! 都内某所 民泊女家主が盗撮!女子大生 お風呂上がり 無防備フルヌード隠撮 40人5時間（8月13日、カルマ）
- 体育大学の女子寮に忍び込み健康的な女子大生をレ○プ!全員俺の子を妊娠(はら)め!若くて健康な肉体(からだ)に精子(ザーメン)を中出しまくって種付け完了!（8月23日、サディスティックヴィレッジ）
- 性交 上司と部下/義父と娘、望まない妊娠/隣りのおじさん/欲望コンビニエンス（9月1日、FAプロ）
- 彼女が制服に着替えたら。 01（9月7日、プレステージ）
- なんてイヤらしくてスリリングな寝マ○コいじり（9月7日、サルトル映像出版）
- 美術講師撮影 制服美少女を眠らせて悪戯する動画（9月13日、カルマ）
- 衝撃流出! 都内某有名大学病院内撮影 病室で犯される美人入院患者集団夜這いレイプ動画（9月13日、カルマ）
- 某民泊宿で寝入ったスキに勝手に盗撮 女子大生たちの民泊イタズラビデオ 40人5時間40分収録!（9月13日、カルマ）
- オナニー大好き制服娘たちのパンチラ淫語誘惑（10月5日、サルトル映像出版）
- 関東近県 某市営第1体育館に侵入 地元お姉さんたちのトイレの聖水盗撮 3（10月13日、カルマ）
- パンチラでオナニーしたい草食男子のための リクエストdeパンチラ（10月25日、アロマ企画）
- 癒したがりの女神が集うハーレムエステ（10月25日、アイエナジー）
- 常夏ビーチで見つけた水着女子大生の皆さん! スーパー絶倫童貞のち●ぽを素股してみませんか? ヌルっと入ってそのまま中出ししても萎えないち●ぽ! 何度イっても終わらない連続大量中出しで子宮はぷっくり膨れ、膣からザーメン溢れまくり! それでも中出しさせ続けてくれる女神に計16発生中出し（10月26日、赤面女子）
- 素人娘たちの使用済み下着と今穿いてる温もり汚パンティー（11月2日、サルトル映像出版）
- 風邪で倒れたボクをパンチラ誘惑する無防備同級生（11月8日、アイエナジー）
- 妻の友人が我が家で喰い込み仮装パーティーを始めました!!（11月8日、F&A）
- 海の家看板娘ガチナンパ! アガるカラダのビキニギャルにペニス生刺し連続真正中出しSEX! in湘南ビーチ（11月9日、S級素人）※「やえ」名義
- 着衣・挑発・感じる体 〜パンチラと透け乳勃起乳首（11月13日、アロマ企画）
- 某民泊マンションで女性オーナーによる 美人女子大生だけを狙った卑劣極まりない 脱衣所・シャワー盗撮 40人5時間10分収録!（11月13日、カルマ）
- 想像できない誰にも見せられない 有名私立女子●生の本性丸出しナマ交尾 04（11月23日、宇宙企画）
- やさしく触れてくれますか? ほがらか美少女のエロスがむき出しになるSEX（12月1日、S-Cute）
- 新感覚 健康×フィットネス風俗 Vol.3（12月20日、F&A）
- プレミアム 極楽乳首舐めエステ（12月25日、アロマ企画）

2019年
- 石橋渉の素人生ドルR vol.27（1月1日、アートモード）
- 艶かしくエロい口ベロ（3月1日、サルトル映像出版）
- 「あなたのち○ぽ最高ね…」と耳元で囁かれ続けながらねっとりち○ぽしゃぶられ続ける。（3月13日、アロマ企画）
- 某民泊マンションで女性オーナーによる 美人女子大生だけを狙った卑劣極まりない 脱衣所・シャワー盗撮 2 40人5時間20分収録!（4月13日、カルマ）
- 投稿個人撮影 キモ男ヲタ復讐動画 サンジョウアユミ編（6月22日、玉屋レーベル）※「サンジョウアユミ」名義
- パパ活だけのつもりが妊活までさせられた女子●生 01（8月9日、宇宙企画）
- 素人なのにディルドオナニーで激しく感じちゃう一般人娘 2（8月19日、かぐや姫Pt）
- 連姦痴漢 2 犯されるたびに激痛が快感に変わり泣きイキする女（8月22日、ナチュラルハイ）
- 嫌がる若ママに媚薬塗りチ○ポで強要フェラしゃぶりながら理性を失い汗だくで淫乱化（9月12日、ナチュラルハイ）
- 素人娘のおしっこ図鑑 3 カメラ目掛けて大放尿する12人（9月19日、かぐや姫Pt）
- 素人娘のどアップオナニー9人 至近距離で見られていつもより感じちゃう!（9月19日、かぐや姫Pt）
- どこでもフェラさせられちゃう素人娘たち 4 11人（10月7日、かぐや姫Pt）
- 媚薬射精ペニバン襲激 4 女の中出しピストンの快感で助けも呼べず理性を失いレズ覚醒する女子○生（10月10日、ナチュラルハイ）
- 素人娘のおしっこ図鑑 4 カメラ目掛けて大放尿する13人（10月19日、かぐや姫Pt）
- 近所のマンションに住む美人妻を部屋に連れ込んで一般マッサージ店を装って口説くと徹底的に気持ちイイSEXが出来る説（10月25日、S級素人）
- 憑依変身ヒロイン 魔法美少女戦士フォンテーヌS（11月8日、GIGA）
- マジックミラー号で口説けなかったガードが固い素人娘を超強力媚薬で強制アクメ! アへ顔でヨダレを垂らして大量失禁（11月21日、SODクリエイト）
- 逆転マジックミラー号 自慢のムチ尻で抜きまくれ! どスケベダンサー娘たちのトゥワーク腰振り騎乗位 童貞ザーメン 大量抜き競争!（12月12日、SODクリエイト）※「くみ」名義

2020年
- 素人娘の全裸図鑑 9 今時の女の子13名が恥らいながら脱衣していく様子をじっくり撮影した、変態紳士のためのヘアヌードコレクション（1月7日、かぐや姫Pt）
- 伊豆長岡温泉で見つけた美人女子大生 タオル一枚 男湯入ってみませんか? 羞恥ミッション「男性客に身体の大事な部分をスケッチしてもらう!」&特別ミッション「男性客のあそこの湯しずくを全部舐め取ってあげる」で美乳女子に暴発射精 合計17発SP!!（2月6日、SODクリエイト）
- 美尻お漏らし顔面騎乗（3月1日、OFFICE K'S）
- 漢の強制アナル舐め 2（3月1日、OFFICE K'S）
- 失禁!!潮吹き!!連続絶頂!! 淫汁まみれのブルマ○コ（3月1日、Twin Tails）
- M男くすぐり責め M男クン、くすぐられて爆笑してるのにどうしてチ●ポはビンビンなの?（3月7日、犬）

2021年
- HYPER M男射精管理 痴女GALエモ進化！ 椎木くるみ（6月19日、M男パラダイス）

2022年
- 隣に住むギャルママの黒尻騎乗位で射精管理されています 椎木くるみ（6月9日、電脳ラスプーチン）

### アダルトVR
- 360°! 導きの快感研究所（2018年3月9日、CASANOVA）
- 日替わり朝ズボっ! 超エロイ幼馴染が交代で毎日部屋にやって来てフェラでおっき! パイパンマ●コに目覚まし中出し!!（2018年9月27日、宇宙企画VR）
- 口腔フェチVR ただ真近で口の中を見る、それだけです。（2019年11月21日、SODクリエイト）

- 鬼痴女と性奴隷汗だく調教 椎木くるみ （2021年1月15日、CASANOVA）
- ダンサー食いVR 超人気ラッパーになって、VIPガールズと中出しSEX3TIMES！煙と汗にまみれる最ッ低の夜。 （2021年2月4日、SODクリエイト）

### イメージDVD
- 身長150cmEカップ、あどけない美少女のシミ。（2018年9月1日、CRANE）※「宮星しずく」名義
- 清純ポルノ（2018年9月28日、スパイスビジュアル）※「高山日奈」名義
- Kurumi くるみらくる（2019年7月4日、REbecca）

## テレビ
- 間違えたらナマでお仕置き!クイズ「SEXの常識」 #3（2017年11月9日、パラダイステレビ）

## MV
- Buy the バンドマン?（ReVision of Sence）[3]